# Скрытожаберники
Скрытожаберники (лат. Cryptobranchidae) — семейство из отряда хвостатые земноводные, самые крупные амфибии из ныне существующих (достигают размеров до 1,5—1,8 метров). Ведут вторично-водный образ жизни и считаются самыми примитивными из современных хвостатых амфибий. Оплодотворение наружное, характерное только для примитивных групп амфибий. В настоящее время ареал охватывает США, Китай и Японию.

## Таксономия
В настоящее время семейство представлено 5 видами, объединёнными в 2 рода. Все они крайне редки и занесены в Красную книгу.
- Andrias Tschudi, 1837 — исполинские саламандры
  - Andrias davidianus (Blanchard, 1871) — китайская исполинская саламандра
  - Andrias japonicus (Temminck, 1836) — японская исполинская саламандра
  - Andrias jiangxiensis Lu, Wang, Chai, Yi, Peng, Murphy, Zhang, and Che, 2022
  - Andrias sligoi (Boulenger, 1924)
  - † Andrias scheuchzeri
- Cryptobranchus Leuckart, 1821 — Скрытожаберники
  - Cryptobranchus alleganiensis (Sonnini de Manoncourt & Latreille, 1801) — аллеганский скрытожаберник